# Ukrainische Holzkirchen

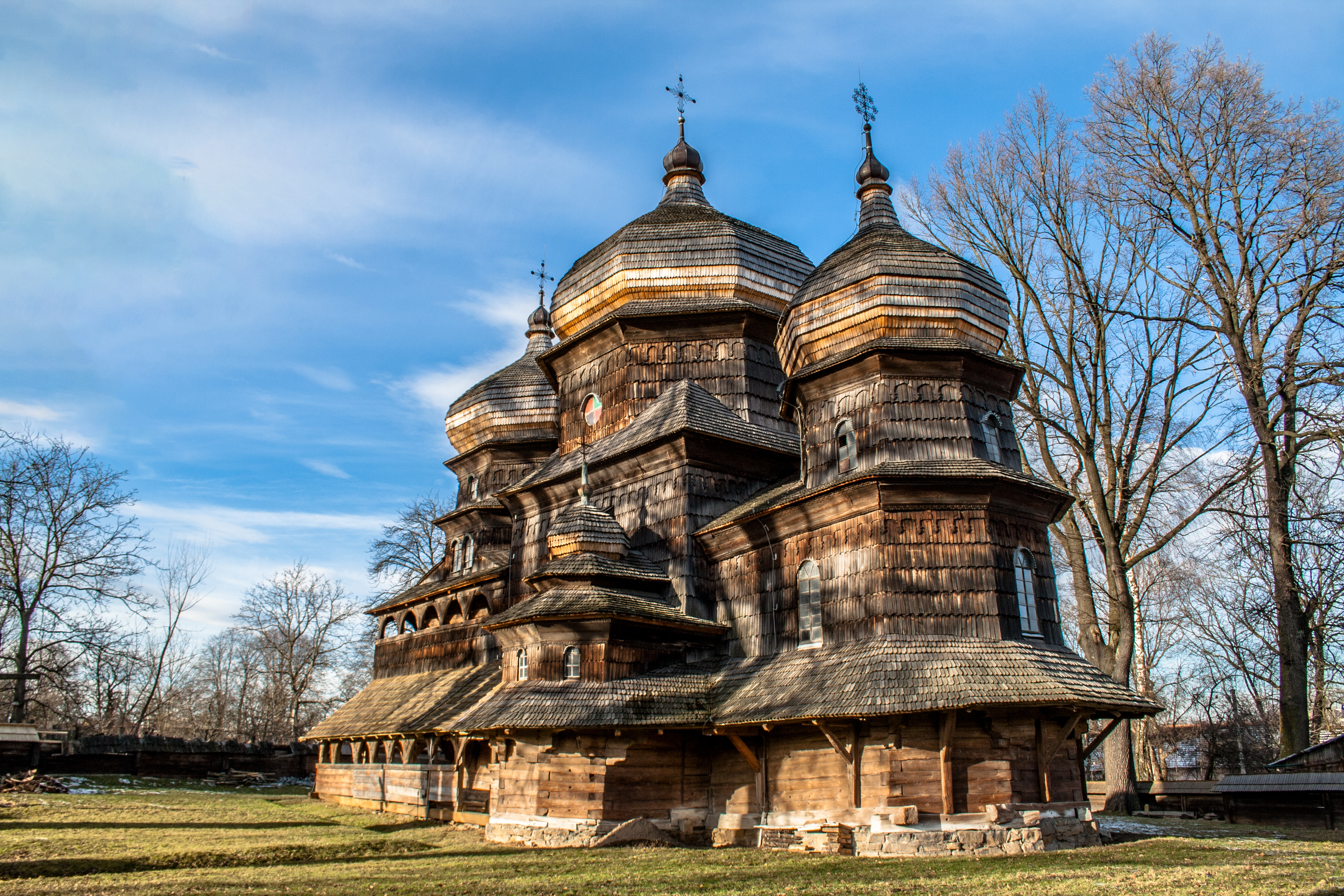
St. Georgskirche in Drohobytsch (Ukraine)

Ukrainische Holzkirchen gibt es in mehreren Ländern Ost- und Ostmitteleuropas.

## Verbreitung

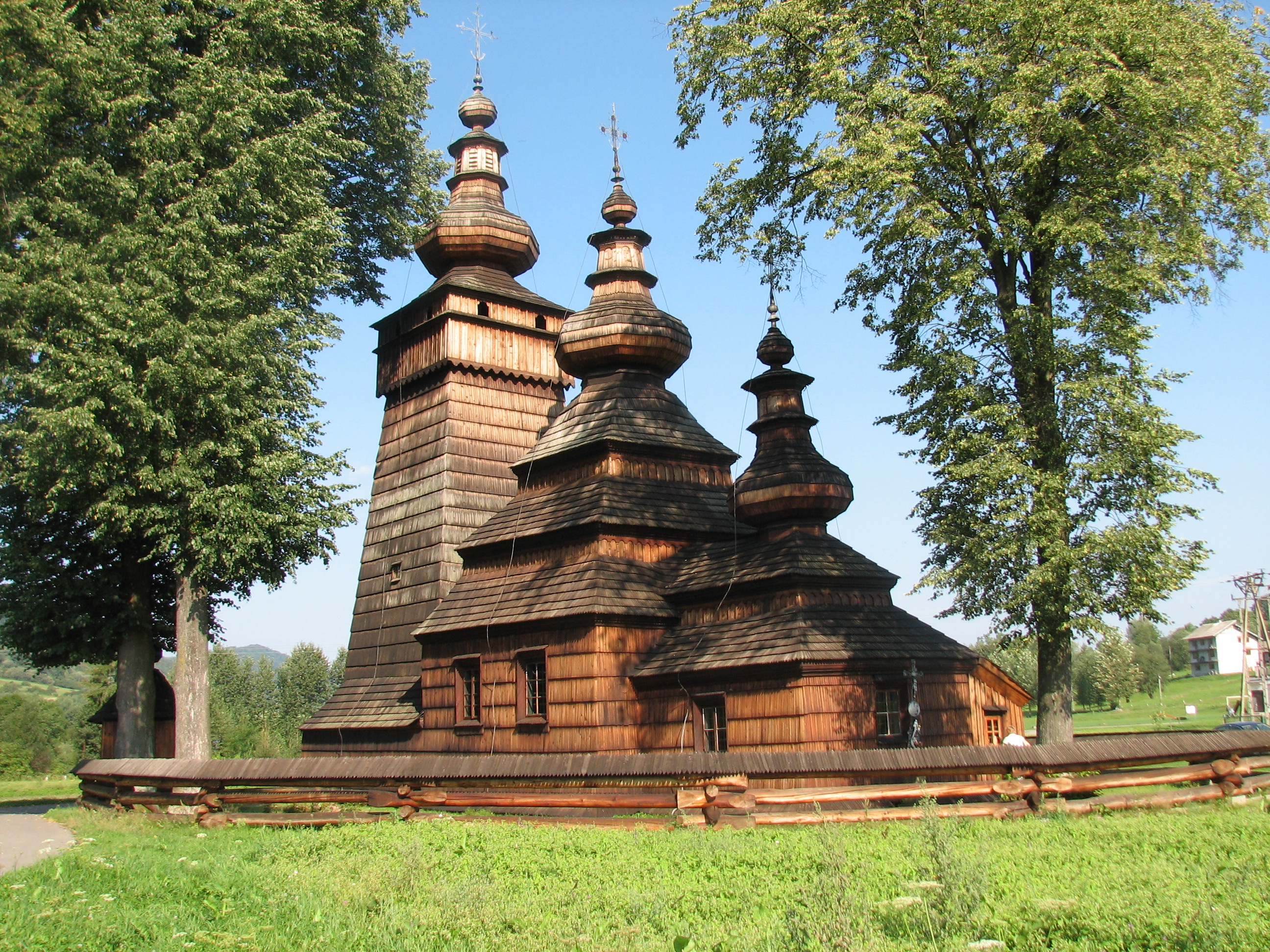
Holzkirche in Kwiatoń in Kleinpolen

Es gibt in der Gegenwart etwa 1900 Holzkirchen in der Ukraine, vor allem im westlichen Teil. Dazu kommen etwa 1500 weitere in der Karpatenregion im südlichen Polen, in der Slowakei und in Rumänien. Außerdem gibt es einige versetzte ukrainische Holzkirchen in Tschechien, in der Slowakei und in Polen.
Einige dieser Kirchen wurden zum UNESCO-Welterbe erklärt.
- acht Holzkirchen in der Maramureș in Rumänien (seit 1999)
- acht Holzkirchen im slowakischen Teil der Karpaten (seit 2008)
- die Holzkirchen der Karpatenregion in Polen und der Ukraine (seit 2013)

## Geschichte
Die Kirchen in der Ukraine waren bis in das 19. Jahrhundert oft aus Holz errichtet.
Die ältesten Bestandteile sind aus dem 15. Jahrhundert in insgesamt 10 Orten erhalten.
Die Holzkirchen gehörten meist griechisch-katholischen Gemeinden im Westen, seltener orthodoxen Gemeinden im Osten, daneben gibt es einige wenige römisch-katholische Holzkirchen.
In der Sowjetunion war die griechisch-katholische Kirche weitgehend nicht zugelassen. Deshalb verfielen viele dieser Gebäude oder wurden zweckentfremdet genutzt.
Nach 1990 wurden einige wieder von Gemeinden genutzt, andere verfielen weiter.
Veränderungen und Erneuerungen fanden danach oft nicht denkmalgerecht statt und beschädigten dabei historische Wandmalereien und andere Bestandteile.
Durch Brände wurden über 50 Kirchen zerstört, teilweise durch Unachtsamkeiten mit Kerzen, aber auch  durch Blitzeinschlag oder durch Brandstiftung zur Baulandgewinnung. Auch bei dem Krieg in der Ukraine 2022 wurden einige Holzkirchen zerstört.
Der Zustand vieler kleiner Holzkirchen in der Ukraine ist in der Gegenwart weiterhin schlecht.

## Architektur

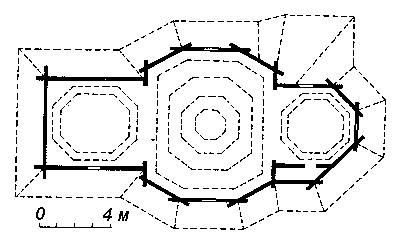
Grundriss der Kirche in Chortiw, mit Chor (rechts), Hauptraum (Mitte) und Vorraum (links)

Die Kirchen sind meist aus übereinandergelegten viereckigen Holzbohlen gebaut, die an den Ecken verkantet sind. Dabei wurde auf Nägel und ähnliche Verbindungshilfen weitgehend verzichtet. Die Hauptwände sind meist aus Eichenholz, in den höheren Lagen wurden Kiefern-, Tannen- und Fichtenholz verwendet.
Die Kirchen bestehen meist aus drei Teilen: dem Chorraum hinter der Ikonostase für die Priester, dem Hauptraum (Nawa) und einem westlichen Vorraum (babynez), der lange Zeit für die Frauen bestimmt war. Es gibt auch fünf- und siebenteilige Holzkirchen sowie eine neunteilige Holzkirche.
Im Westen der Ukraine und in den angrenzenden Karpatenregion gibt es bestimmte feste Formen: Bei den Bojken gibt es jeweils einen Turm über jedem der drei Teile, bei den Lemken nur einen Hauptturm über dem westlichen Vorraum. Die Holzkirchen der Huzulen sind fünfteilig in Kreuzform, mit einem Turm über dem Mittelteil.
In der östlichen Ukraine gibt es dagegen verschiedene Bauformen, die nicht standardisiert sind und den russischen Kirchen ähneln.
Im Inneren gibt es eine Ikonostase im Osten, dazu häufig Deckenmalereien oder andere Ausstattungsstücke.